# 순천 선암사 각황전
순천 선암사 각황전(順天 仙岩寺 覺皇殿)은 전라남도 순천시 승주읍 선암사에 있는 건축물이다. 1990년 2월 24일 전라남도의 문화재자료 제177호로 지정되었다.

## 개요
선암사는 지었을 당시의 정확한 기록은 알 수 없고, 고려 선종 6년(1088)에 의천이 다시 지었다고 한다.
각황전의 본래 이름은 장육전으로 통일신라 경문왕 원년(861)에 다시 지었으나 임진왜란 때 소실되어 현종 1년(1660)에 복원하였고, 다시 영조 36년(1760)에 고쳐 세워 오늘에 이르고 있다.
경내 가장 구석진 곳에 있는 각황전은 앞면 1칸·옆면 1칸 규모의 작은 전각이다. 지붕은 옆에서 볼 때 여덟 팔(八)자 모양인 팔작지붕으로 꾸몄다. 지붕 처마를 받치기 위해 장식하여 만든 공포는 기둥 위와 기둥 사이에도 있는 다포 양식으로 규모는 작으나 화려한 멋을 지닌 건물이다.
건물 안쪽은 우물 정(井)자 모양으로 꾸민 천장을 설치하였고, 처음 지었을 당시 만들었던 철불을 1900년경에 석고로 도색을 하여 모시고 있다.

## 참고 문헌
- 선암사각황전 - 국가유산청 국가유산포털